# Wang Hanlun
Wang Hanlun (chinois traditionnel : 王漢倫 ; chinois simplifié : 王汉伦, pinyin : Wáng Hànlún), née Peng Jianqing et connue aussi sous le nom Helen Wang, est une actrice chinoise active pour la plupart entre 1923 et 1930. Née d'une famille riche de Suzhou, Anhui, elle reçut son éducation à St. Mary's Hall à Shanghai. Après une courte habitation à Fengtian pendant un mauvais mariage arrangé de courte durée, elle retourne à Shanghai où elle est découverte par Zhang Shichuan de la société cinématographique Mingxing. Abandonnant son nom de naissance et coupant ses liens avec sa famille désapprobatrice, elle fut saluée par la critique pour son début dans le film Orphan Rescues Grandfather (1923) et devint la première vedette du cinéma chinois.
Wang fut connue principalement pour des rôles tragiques, et joua notamment pour Mingxing, la société cinématographique Tianyi, et le Great Wall Film Company. Elle devint une icône de la mode, représentant auprès du public à la même fois la modernité et un esprit d'indépendance national. En dépit de son succès, ses employeurs manquèrent fréquemment à lui payer son salaire. En 1929 elle réalise Revenge of an Actress, ayant l'intention que ce soit son dernier film. Prenant la retraite du cinéma, elle ouvre un salon de beauté à Shanghai, qui reste ouvert jusqu'à l'occupation japonaise en 1937. Elle termine sa carrière en jouant des petits rôles pour le studio de cinéma de Shanghai.

## Biographie

### Jeunesse
Wang est née Peng Jianqing en Suzhou, Anhui, en 1903. Fille d'une famille aisée, elle déménage avec eux à Shanghai et étudie l'anglais, la musique, et la littérature occidentale a St. Mary's Hall, ou elle commence à utiliser le prénom "Helen",. Ses parents meurent quand elle a seize ans, la laissant à la charge de son frère aîné. Celui-ci l'arrange à marier un mineur à Fengtian,. Son mariage à cet inconnu fut de courte durée; exaspéré par la débauche de son mari, elle le quitte et rentre à Shanghai. Ne pouvant plus habiter avec son frère, elle fut hébergée par une marraine. Pour gagner sa vie elle travaille d'abord en tant qu'institutrice et puis comme dactylo.

### Carrière
En 1922, Wang alla aux studios de la société cinématographique Mingxing pour observer la réalisation de Labourer's Love. La, elle fut découverte par le réalisateur Zhang Shichuan, qui a vu en elle une incarnation d'une mode et d'une élégance moderne. Elle accepte l'offre de se joindre à l'entreprise, y cherchant un futur aux grands horizons. Elle adopte le nom de scène "Wang Hanlun", choisissant "Wang" (王) pour sa ressemblance aux rayures sur le front d'un tigre et "Hanlun" come translittération de "Helen". Ce pseudonyme avait pour elle l'avantage supplémentaire de la distancer de son mari. Quand sa famille ne soutenait pas sa décision et son frère l'accusait de déshonorer leurs ancêtres, elle coupa tous liens avec eux,.
Le premier film de Wang fut Orphan Rescues Grandfather (1923), un mélodrame racontant l'histoire d'une jeune veuve (jouée par Wang) rejetée par son beau-père après une fausse accusation d'adultère. Le film fut un succès commercial et applaudi par la critique, sauvant Mingxing de la faillite et lançant la carrière de Wang,. En 1924 elle joue dans deux films de plus, Jade Pear Spirit et The Poor Children, avec Mingxing, reprenant chaque fois le rôle d'une jeune veuve.
En dépit du succès de Mingxing, Wang ne reçut pas son salaire promis. Elle quitte donc la société pour travailler chez son concurrent, le Great Wall Film Company, où, pour The World Against Her (1924), elle est pour la première fois à l'affiche. Partageant la vedette avec Pu Shunqing dans le role d'une jeune femme contrainte à vivre en pauvreté après avoir été renie par un mari infidèle, Wang fut encore applaudi par la critique. Elle fait encore deux films de plus avec Great Wall (Star-Plucking Girl et The Person in the Boudoir Dream) et une fois de plus ne reçoit pas son salaire. Elle gagne alors une action en justice contre Great Wall pour ce non-paiement. De 1926 à 1927 elle joue dans plusieurs films de Mingxing et de la société cinématographique Tianyi, mais elle fut de nouveau frustrée par des paiements irréguliers et, à Tianyi, par un employé qui ouvrait son courrier privé,.
Après huit mois à Singapour en 1927, où elle s'est senti humilié par la contrainte de signer des autographes pour clients payants, elle décide de quitter l'industrie après un dernier film. Plutôt que dépendre des studios établis, Wang décida de réaliser elle-même ce dernier film. Elle achète un scénario à Bao Tianxiao, loue un espace du Minxin Film Company, et se met à travailler sur Revenge of an Actress. La production du film fut difficile. Son premier choix pour réalisateur, Bu Wancang, prêtait davantage attention aux courses hippiques qu'au travail, et elle fut obligée de le remplacer en partenariat avec Cai Chusheng. Plus tard, après que Minxin ait repris possession de l'espace qu'elle louait, Wang a dû finir le tournage et réviser le film chez elle. Une fois fini, elle fait tournée avec le film, jouant devant le public et recevant leurs impressions pendant les intermissions. Ce fut, en fin de compte, un grand succès commercial,.
Wang utilisa une partie des bénéfices de Revenge of an Actress pour finaliser son divorce et puis quitta l'industrie. Après avoir reçu des leçons d'une esthéticienne, elle ouvre à Shanghai le Hanlun Beauty Parlour, avec l'actrice Hu Die (avec qui elle a joué dans The Movie Actress) comme première cliente. Le salon fut populaire jusqu'à sa fermeture en 1937, contraint par l'occupation japonaise, avec qui elle refuse de collaborer,.
Wang retourne au cinéma dans les années cinquante, jouant dans trois films pour le studio de cinéma de Shanghai, notamment The Life of Wu Xun (1950). Elle publie aussi une autobiographie, Memories of the Film Studio (影场回忆录). Elle meurt le 17 août 1978 à Shanghai.

## Impact
Dans la presse, Wang fut soulignée pour son statut de femme moderne, une femme qui parlait couramment l'anglais comme le mandarin et le shanghaïen et qui n'hésitait a l'écran ni a montrer ses pieds non-bandés, ni a se faire couper les cheveux,. Comme d'autres vedettes des débuts du cinéma chinois, elle adopte les médias de masse que dédaignent les élites. Elle s'efforça aussi à nouer des liens en personne avec son public. Sa célébrité fut augmentée par ses tournées, où elle jouait du kunqu pour le public. À l'apogee de sa carrière elle fut considérée come une lanceuse de mode, provoquant avec ses co-vedettes la popularité générale des tenues qu'elles portaient.
Bien qu'elle fût connue comme la principale actrice chinoise en rôles tragiques, elle est aussi connue pour sa représentation de femmes indépendantes. Chen Jianhua décrit Yu Weiyu, le personnage de Wang dans Orphan Rescues Grandfather, comme "un nouveau sujet domestique, une femme assure de soi meme qui était indépendant économiquement et qui prenait la responsabilité d'éduquer la jeune generation". De façon semblable, son personnage Zhiruo fut une femme indépendante, échouant dans ses efforts a atteindre une vie prospère non a cause de ses propres défauts, mais a cause de son exploitation par les hommes. Wang se souvenait de ce rôle comme son favori, écrivant en 1925 dans un article de Cinema Magazine:
"I like women to have an independent spirit, and by "independent" I mean self-supporting. In order to achieve this, a woman needs to find a proper job; otherwise the talk of independence is an empty one. Before I was independent, I had suffered a lot in my own family and felt life was rather meaningless.
[J'aime que les femmes aient un esprit indépendant, et par "indépendant" je veux dire autosuffisant. Pour accomplir cela, une femme a besoin de se trouver un bon emploi; sinon, toute discussion d'indépendance est dérisoire. Avant de devenir indépendant, je souffrais beaucoup parmi ma famille et trouvait que la vie était plutôt dénuée de sens.]"

## Filmographie
1923 : Orphan Rescues Grandfather (孤兒救祖記)
1924: Jade Pear Spirit (玉梨魂)
1924: The Poor Children (苦兒弱女)
1924: The World Against Her (棄婦)
1925: Star-Plucking Girl (摘星之女)
1925: The Person in the Boudoir Dream (春閨夢裏人)
1926: Child Labourer (一個小工人)
1926: The Movie Actresses (電影女明星)
1927: A Virtuous Buddhist Daughter-in-Law (空門賢媳)
1929: Revenge of an Actress (女伶復仇記)
1950: The Life of Wu Xun (武訓轉)
1958: The Legend of Lu Ban (魯班的傳説)
1958 : A Great Upsurge (热浪奔腾)